# دم‌پنبه‌ای مکزیکی
دم‌پنبه‌ای مکزیکی (نام علمی: Sylvilagus cunicularius) نام یک گونه از سرده خرگوشک‌های دم‌پنبه‌ای است.